# Tweede Slag bij Newbury

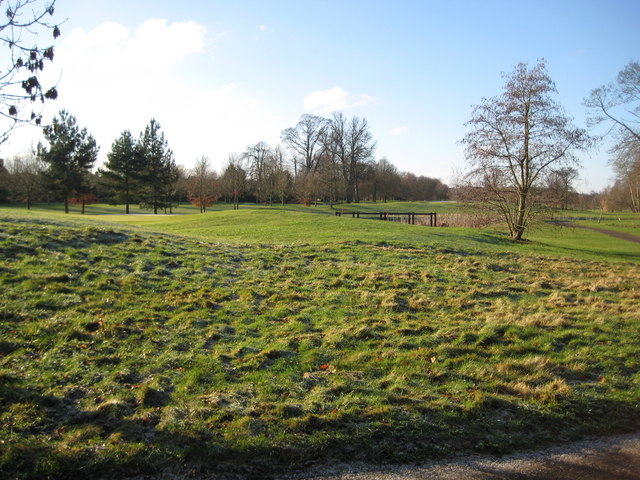
Het slagveld

De Tweede Slag bij Newbury was een slag in de Engelse Burgeroorlog op 27 oktober 1644 in Speen, vlak bij Newbury in Berkshire. De plaats van de slag was dicht bij de plaats van de Eerste Slag bij Newbury, die plaatsvond in september van het voorgaande jaar (1643). De troepen van de roundheads van het Parlement brachten de Royalisten Cavaliers een tactische nederlaag toe.